# Самтер, Шавонда
Шаво́нда Самте́р (англ.Shavonda E. Sumter; родилась 19 января 1974 года, Патерсон) — американский политик. Член Демократической партии, член Генеральной Ассамблеи Нью-Джерси с 2012 года, представляет 35-й избирательный округ. Лидер демократического большинства в Генеральной Ассамблеи Нью-Джерси с 2015 года.

## Биография
Самтер родилась в Патерсоне в семье Чарльза и Бонни Уильямс. Она посещала государственные и частные школы в Патерсоне, Проспект-Парке и Хейлдоне. В 1996 году окончила университет Кина по специальности «политология». Она получила степень магистра в области управления здравоохранением в Университете Фэрли Дикинсона. Самтер работала в медицинских службах и в настоящее время служит директором поведенческих медицинских услуг в больнице Маунтинсайд в Глен-Ридж.
Самтер работала в комитете Демократической партии штата Нью-Джерси с 2008 года. Она была одним из членов коллегии выборщиков, которые проголосовать за Барака Обаму и Джо Байдена после президентских выборов 2008 года. В 2010 году Самтер была менеджером Джеффри Джоунса в его успешной избирательной кампании на пост мэра Патерсона.
На парламентских выборах 2011 года в 35-м округе было два открытых места в собрании, после того как Нелли Поу решила баллотироваться в Сенат штата, а Элис Эванс ушла в отставку. Самтер и её напарник, Бенджи Уимберли, победили республиканских кандидатов, Уильяма Коннолли и Донну Паглиси. Она была приведена к присяге 10 января 2012 года. В Ассамблее Самтер работает в Комитете по труду (в качестве заместителя председателя), Комитете по здравоохранению и старшим службам и Комитете по законодательству и общественной безопасности. Она занимает руководящие посты лидера демократического большинства в палате с 2015 года и была вице-спикером с 2014 по 2015 год.
По состоянию на сентябрь 2016 года Самтер рассматривала кандидатуру для демократического выдвижения на пост губернатора в 2017 году, а также считалась основным кандидатом для отбора в качестве кандидата партии на пост вице-губернатора. Тем не менее, возможный кандидат от демократов на пост губернатора, Фил Мёрфи, выбрал женщину-Ассамблею Шейлу Оливер в качестве своего напарника.

## Семья
Жительница Патерсона, она замужем за Кеннетом Самтером и имеет двоих детей. Тайлера (1998) и Кеннета-младшего (2000).